# شهرستان اسمیت (تگزاس)
شهرستان اسمیت، تگزاس (به انگلیسی: Smith County, Texas) یک سکونتگاه مسکونی در ایالات متحده آمریکا است که در تگزاس واقع شده‌است.

## خصوصیات
شهرستان اسمیت ۲٬۴۶۰٫۵ کیلومترمربع مساحت دارد.